# 大下智
大下 智（おおした さとし、1986年5月12日 - ）は日本中央競馬会（JRA）・栗東トレーニングセンターに所属する元騎手で、現在は調教助手である。

## 来歴
小学3年の時に京都競馬場での宝塚記念を父達と見に行ったのが競馬へのきっかけである。中学1年からは京都競馬場の乗馬スポーツ少年団に通う。競馬学校に3回目の受験で合格。23期生の中で最年長で、同期には浜中俊、藤岡康太、荻野琢真、丸田恭介らがいる。座右の銘は「感謝」、「相思相愛」。目標とする騎手は角田晃一としていた。
2007年、栗東・梅内忍厩舎の所属騎手としてデビュー。初騎乗は2007年3月3日の中京6Rで、ロータスに騎乗し10着。2ヶ月後の5月12日、新潟6Rで6番人気レミーエンジェルに騎乗し、自らの誕生日に初勝利を挙げた。
2011年6月27日付でフリーとなった。
2014年のマーメイドステークス（GIII）で重賞初騎乗（14番人気サイモンガーランドで13着）。
2015年3月1日付で栗東・藤岡健一厩舎所属となり、調教を一手に引き受け裏方として厩舎を支えた。
2015年8月18日、佐賀競馬場で行われたJRA交流霧島賞をカシノランナウェイで制した。
2017年3月21日付で栗東・池添学厩舎所属となり、メラグラーナなどの追い切りを行っている。
2017年5月14日の京都4Rで4番人気キラービューティに騎乗し、約3年3ヶ月ぶりのJRAでの勝利を挙げた。
2017年に病気が発覚し検査で通院していたが、10月19日に甲状腺癌のステージ4で視力と声を失う可能性があることを告知され年末に手術。入院生活を経て、翌2018年5月27日に小さい頃から毎週のように通っていた思い入れのある京都競馬場で自厩舎のメイショウシンバでラスト騎乗を終えたことを、のちの引退時に公表した。レースは15着だったが、世話になっている先輩の幸英明騎乗のメイショウカクウンが勝ち、好意で口取り写真にも参加させてもらっている。
2018年6月20日付けで騎手を引退し、池添学厩舎の調教助手に転身した。JRA通算825戦17勝。

## 騎乗成績
|            | 日付          | 競馬場・開催  | 競走名         | 馬名               | 頭数 | 人気 | 着順 |
| ---------- | ------------- | ------------- | -------------- | ------------------ | ---- | ---- | ---- |
| 初騎乗     | 2007年3月3日  | 1回中京1日6R  | 4歳以上500万下 | ロータス           | 16頭 | 9    | 10着 |
| 初勝利     | 2007年5月12日 | 1回新潟5日6R  | 3歳未勝利      | レミーエンジェル   | 16頭 | 6    | 1着  |
| 重賞初騎乗 | 2014年6月15日 | 3回阪神4日11R | マーメイドS    | サイモンガーランド | 14頭 | 14   | 13着 |